# از نفس‌افتاده (فیلم ۱۹۸۳)
از نفس‌افتاده (به انگلیسی: Breathless) فیلمی محصول سال ۱۹۸۳ و به کارگردانی جرج سی.وولف است. در این فیلم بازیگرانی همچون ریچارد گی‌یر، والری کاپریسکی، آرت مترانو، جان پی. رایان، لیزا جین پرسکی، جیمز هنگ، جرج اولدن، میگوئل پینرو ایفای نقش کرده‌اند.
این فیلم بر اساس فیلم ازنفس‌افتاده ساخته ژان لوک گدار است.